# Capitán Átomo
Capitán Átomo es un superhéroe ficticio que aparece en los cómics estadounidenses publicados por DC Comics. Captain Atom ha existido en tres encarnaciones básicas.

## Historial de publicaciones
Capitán Átomo fue creado por el escritor Joe Gill y el artista / coguionista Steve Ditko, y apareció por primera vez en Space Adventures # 33 (marzo de 1960). Fue creado inicialmente para Charlton Comics, pero luego fue adquirido por DC Comics y revisado para la continuidad a la post-crisis de DC. En 2011, DC Comics relanzó sus cómics de superhéroes y reescribió las historias de algunos personajes desde cero, incluido el Capitán Átomo, dándole un nuevo origen, apariencia y poderes ligeramente alterados. El Capitán Átomo fue la inspiración del personaje del Doctor Manhattan, quien apareció en la miniserie (y más tarde en la adaptación cinematográfica de acción real) Watchmen.
A lo largo de los años, el personaje ha aparecido en varias series epónimas de duración moderada a corta, y ha sido miembro de varias versiones diferentes del equipo insignia de superhéroes de DC, la Liga de la Justicia. En todas las encarnaciones, el personaje inicialmente sirvió para los militares. En la continuidad de Charlton Comics, él era un científico llamado Allen Adam y ganó sus habilidades por accidente cuando aparentemente fue "atomizado" y luego su cuerpo se reformó, existiendo ahora como un ser con poder atómico. En ambas encarnaciones de DC Comics, es un piloto de la Fuerza Aérea llamado Nathaniel Adam, quien fue un sujeto de prueba en un experimento científico que aparentemente se desintegró en el proceso, solo para reaparecer más tarde como el superpoderoso Capitán Átomo. A lo largo de los años, DC ha intentado reinventar el personaje varias veces. Durante un período, el personaje asumió el manto del supervillano Monarca, y en 2005 DC intentó volver a contar la historia del Capitán Atom con un personaje completamente nuevo, Breach, que posteriormente fue descartado. En la nueva continuidad que siguió al relanzamiento DC en 2011, el Capitán Átomo nunca ha sido miembro de la Liga de la Justicia y el equipo lo ve con desconfianza; el origen y las habilidades de su personaje también fueron revisados.
El Capitán Átomo ha aparecido en varias adaptaciones animadas de televisión y cine de La Liga de la Justicia y otras historias de DC desde mediados de la década de 2000, donde se lo representa como un miembro poderoso de la Liga de la Justicia cuyas habilidades lo ubican aproximadamente a la par con el personaje insignia de la franquicia, Superman. En varias representaciones animadas, ha desempeñado el papel de títere del gobierno cuando el gobierno ha entrado en conflicto con la Liga de la Justicia.

## Historia

### Charlton Comics (Edad de Plata)
La versión de Charlton Comics del Capitán Átomo fue Allen Adam. El origen del personaje tenía a Adam trabajando como técnico en un cohete experimental especial cuando se lanzó accidentalmente con él atrapado dentro. Adam fue atomizado cuando el cohete explotó al entrar en la atmósfera superior. Sin embargo, de alguna manera ganó superpoderes que incluían la capacidad de reformar su cuerpo de forma segura en el suelo. Estaba equipado con un traje rojo y amarillo diseñado para proteger a las personas de la radiación de sus poderes nucleares. Cuando se encendió, su cabello cambió a un blanco plateado.
Más tarde, en su propio título, reemplazó su traje rojo y dorado original con un traje de metal líquido que estaba debajo de su piel y que se transformó cuando se encendió. Poderes del Capitán Átomo fueron similares a aquellos otros superhéroes de propulsión nuclear como Doctor Solar de Gold Key y Nukla de Dell Comics. Capitán Átomo se publicó por primera vez en una serie de cuentos en la serie de antología Space Adventures # 33–40 (marzo de 1960 – junio de 1961) y #42 (octubre de 1961). Charlton comenzó a reimprimir sus breves aventuras en la antología Strange Suspense Storiescomenzando con el n. ° 75 (junio de 1965), renombrando el título Captain Atom # 78 (diciembre 1965) y dándole al héroe historias completas y antagonistas de supervillanos como el Dr. Spectro. (Las historias anteriores involucraron misiones anticomunistas de la Guerra Fría o tratar con extraterrestres). El Capitán Átomo luego se asoció con la superheroína Nightshade, con quien compartió una atracción mutua. El superhéroe Escarabajo Azul protagonizó la función de respaldo inicial, luego reemplazada por una serie de respaldo de Nightshade.
Capitán Átomo fue cancelado con el número 89 (diciembre de 1967). En 1975, el arte inacabado de Ditko para el número 90 fue entintado por John Byrne y publicado en los dos primeros números del fanzine oficial de Charlton, Charlton Bullseye, como el "Showdown in Sunuria" de 10 páginas (escritor: Jon G. Michels) y "Two Against Sunuria" de 11 páginas (escritor: Roger Stern). El Capitán Átomo apareció a continuación en el número 7 (mayo de 1982) del cómic de escaparate de nuevos talentos también llamado Charlton Bullseye, en una historia del escritor Benjamin Smith y el artista / coguionista Dan Reed, que por alguna razón lo devolvió a su rojo original. y traje amarillo. La última aparición del personaje antes de DC fue en el One-shot Americomics Special de AC Comics # 1 (agosto de 1983), en una historia que agrupa a los Charlton "Action Heroes" Blue Beetle, Capitán Átomo, Nightshade y The Question como los Centinelas de la Justicia. Esta última historia se había hecho originalmente para Charlton antes de que la empresa se derrumbara.
Los personajes reales de Charlton hicieron su primera reaparición en Crisis on Infinite Earths de DC, que introdujo a Earth-Four como la realidad nativa del Capitán Átomo y el mundo donde habían tenido lugar todas las aventuras de Charlton Comics. Al final de la historia, Earth-Four (y los personajes de Charlton) se habían incorporado al Universo DC Post-Crisis, y su historia se fusionaba con la de la realidad principal. La última aparición de este Capitán Átomo de la era Charlton fue en DC Comics Presents # 90 (febrero de 1986).

### DC Comics (Post-Crisis)
En marzo de 1987 se introdujo una nueva versión del personaje posterior a la crisis con el lanzamiento de un cómic mensual escrito por Cary Bates (guionista de Flash y Superman), coescrito por Greg Weisman y dibujado por Pat Broderick.
El nombre de este capitán moderno se establece como Nathaniel Christopher Adam, un oficial de la Fuerza Aérea de los Estados Unidos y veterano de la Guerra de Vietnam. Adam había sido incriminado por un crimen y, bajo la justicia militar, fue condenado a muerte; esto tuvo lugar bajo el control del coronel Wade Eiling en el año 1968. Como alternativa a la ejecución, se le "pidió" a Adam que participara en el "Proyecto: Capitán Átomo", un experimento militar con una mínima posibilidad de supervivencia. Estuvo de acuerdo con esto a cambio de un indulto presidencial incondicional. El experimento implicó probar el casco de una nave alienígena estrellada colocando a un ser humano (Adam) dentro de la nave de metal y luego haciendo explotar un arma atómica bajo ello. El arma se disparó y Adam aparentemente se desintegró. Dieciocho años después, Adam reapareció de repente. El metal alienígena, ahora unido alrededor de su cuerpo, le otorgó habilidades increíbles mucho más allá de las de un simple mortal. Unido con el metal, Nathaniel Adam ahora tenía poderes que resultaban de la capacidad del metal para acceder al "campo cuántico". Se reveló que el metal alienígena podía absorber energía, pero más allá de cierto umbral, cualquier exceso de absorción lo obligaría a avanzar en el tiempo, según la cantidad de energía obtenida.
Lanzado al año 1986, Adam se convierte literalmente en un "hombre fuera de tiempo". Wade Eiling es ahora un general militar y el segundo marido de la ahora fallecida esposa de Adam, Angela. Todos habían asumido que Nathaniel Adam murió el día del experimento, por lo que su perdón presidencial nunca fue emitido y el gobierno actual se negó a reconocer el perdón anterior. Aprovechando la oportunidad que tiene a mano, Eiling utiliza los cargos pendientes de asesinato / traición contra Adam para chantajearlo para que actúe como un superhéroe controlado por los militares y autorizado por el gobierno con el nombre en código Capitán Átomo. Bates utiliza hábilmente los acontecimientos de las historias de Charlton como un pasado prefabricado y fabricado para convencer al mundo de que Adam había sido un superhéroe en secreto durante años, lo que le permitió ganarse rápidamente la confianza y la reputación de patriota y héroe anónimo. Para sus actividades que no son de superhéroe, Nathaniel usa el alias Cameron Scott, un agente de inteligencia de la Fuerza Aérea. Durante este tiempo, conoce a la terrorista con superpoderes, Plastique, una parte recurrente de la vida de Nathaniel. Los primeros conflictos implican que él acepte el tiempo perdido que perdió con sus hijos ahora adultos, la muerte de su esposa, su matrimonio con Eiling y las ramificaciones generales de sus poderes recién adquiridos. Más tarde, se entera de que el 'Proyecto: Capitán Átomo' se repitió, creando el súper villano Fuerza Mayor, un loco sediento de sangre que carece de la moralidad del Capitán Átomo y el clásico ejército / A.F. disciplina.
Átomo / Adam sirve a Eiling de mala gana mientras se hace amigo del científico investigador Dr. Megala del Proyecto Átomo, quien ayuda a Nathaniel a descubrir más sobre sus poderes. El Capitán Átomo más tarde logra limpiar su nombre del cargo de traición original y finalmente se rebela contra Eiling, renuncia a la Fuerza Aérea y se convierte en un verdadero superhéroe. El Capitán Átomo se une a la Liga de la Justicia a pedido del gobierno de EE. UU., Y finalmente se desempeña como líder de la Liga de la Justicia Europa. Durante su carrera, tiene un breve romance con Catherine Cobert, desarrolla una amistosa "rivalidad" con Firestorm (cuyo apodo es "el Hombre Nuclear"), se involucra y eventualmente se casa con Plastique (irónicamente, un enemigo de Firestorm), aprende heroísmos básicos de Batman cuando pierde brevemente el acceso al Campo Cuántico y comanda las fuerzas metahumanas durante la historia de la "Invasión" donde la Tierra estaba siendo atacada por una alianza de fuerzas alienígenas.
El Capitán Átomo fue cancelado a partir del n.° 57 en 1991 porque estaba programado para convertirse en el héroe convertido en villano Monarch en el evento cruzado Armageddon 2001 de DC; sin embargo, cuando se filtró la noticia de esto, DC cambió el final en el último minuto. Átomo y el personaje Monarch continúan luchando a través del tiempo en la serie limitada Armageddon: The Alien Agenda, hasta que regresa a su propio tiempo al final. El Capitán Atom luego regresa a la Liga, involucrado en la Zero Hour Crisis en 1994, fundando un equipo secundario, Extreme Justice en 1995. Mientras dirige Extreme Justice, el Capitán Átomo se encuentra con otra versión de Monarch, esta que dice ser el verdadero Nathaniel Adam. Más tarde, en 1999, es miembro del equipo mal recibido conocido como Living Assault Weapons o L.A.W., cuyos miembros son todos personajes anteriormente de Charlton Comics. En 2003, vuelve a formar equipo con varios exmiembros de la Liga de la Justicia como los "Super Buddies" en la divertida serie limitada anteriormente conocida como Liga de la Justicia. Alrededor de este tiempo, varias historias reintroducen el conflicto de Átomo entre su papel en la comunidad de superhéroes y sus responsabilidades como agente del gobierno.
En algún momento, el matrimonio de Átomo con Plastique termina en divorcio. Aparte de una breve mención de ella al principio de LAW, el matrimonio parece olvidado. Plastique ha reaparecido en 2006 como villana nuevamente, deshaciendo su transformación en heroína. Una confirmación posterior es traída por la miniserie Captain Atom: Armageddon en la que, después de enamorarse de Angela Spica de The Authority, Capitán Átomo recuerda su breve matrimonio con Plastique y atribuye su divorcio a sus puntos de vista irreconciliables sobre el mundo y la política, ya que Nathaniel, incluso en su vida conyugal, no podía dejar de ser un leal soldado de los Estados Unidos, y Plastique no podía simplemente dejar de lado su vida como terrorista.
Más tarde, en 2003, el escritor Jeph Loeb devuelve al Capitán Átomo a sus raíces cuando regresó a trabajar para el gobierno, esta vez para el presidente Lex Luthor en el primer arco de la historia de la serie Superman/Batman. Atom aparentemente sacrifica su vida para salvar a Superman y la Tierra al pilotar una nave estelar para destruir un meteoro de Kryptonita, pero como se había establecido previamente que este tipo de accidente no podría matarlo, pronto regresa a la vida y al fondo del Universo DC. En una edición de 2005 de Superman/Batman se deja en claro que el Capitán Átomo sobrevivió a la colisión con el meteoro de Kryptonita, pero ha absorbido cantidades masivas de radiación y se ha convertido en un supervillano descrito como un "Hombre Kryptonita". La radiación se extrae del Capitán Átomo mediante un dispositivo fabricado por Hiro Okamura, el nuevo Toyman, que devuelve al Capitán Átomo a su estado habitual (aunque algo confuso).

#### "Armageddon" y WorldStorm
En 2005/2006, Capitán Átomo aparece en una serie limitada de nueve partes titulada Captain Atom: Armageddon bajo el sello Wildstorm de DC. El sacrificio del Capitán Átomo en Superman/Batman lo envía al universo WildStorm durante la duración de la serie. En este título, usa un atuendo amarillo / rojo que se vio por primera vez en la serie limitada Kingdom Come de 1996.
En el momento de su aparente muerte, el Capitán Átomo experimenta un cambio de tiempo que coincide con su aparición en 2005 en Superman/Batman, lo que resulta en su llegada al Universo Wildstorm. Rápidamente se mete en una pelea con un Mr. Majestic demasiado entusiasta y la pelea termina con Majestic profundamente derrotado. Al ver las reacciones de miedo de los espectadores y desconcertado por su propia apariencia alterada, se da cuenta de que de alguna manera se ha quedado atrapado en una Tierra alternativa, una donde los superhéroes son temidos por la población en general. Confundido por los superhéroes locales como la fuerza destinada a destruir su universo, de hecho es un instrumento utilizado en última instancia por Nikola Hanssen, el nuevo anfitrión de la mitad de la esencia del Vacío, para reclamar todo su poder (alojado parcialmente en su propio cuerpo y la causa de su apariencia alterada) y usarlo para activar el reinicio del universo WildStorm, en el evento WorldStorm.

#### Monarca
El Capitán Átomo regresa al Universo DC en Crisis infinita # 7 cuando Superboy Prime perfora a Breach, quien ejerce habilidades similares de manipulación de energía. El final de Armageddon lo hace reaparecer en el devastado Blüdhaven. Un año después, se revela que el Capitán Átomo está contenido dentro de Blüdhaven y se usa para administrar tratamientos de radiación a metahumanos. Aparentemente, Void, capaz finalmente de dejarlo ir a casa, no puede garantizar su seguridad, y los múltiples daños a su piel protectora contra la radiación lo habían dejado en coma e incapaz de reducir la radiación de su cuerpo a niveles seguros; esto obliga a los Caballeros Atómicos para mantenerlo constantemente contenido. En Countdown # 8 de 2008, se supo que estas rupturas fueron causadas como parte de un plan mayor de Solomon el Monitor, en sus planes de "recrear al Monarca" como parte de un plan mayor para forzar la asimilación de los otros Monitores.
Después de ser equipado con una versión actualizada de la armadura Monarch (Armageddon 2001) para contener su radiación, el Capitán despierta. Pareciendo ser mentalmente inestable, se libera, aparentemente mata a la Fuerza Mayor que arrasa, y luego libera una gran cantidad de energía, borrando lo que quedaba de Blüdhaven. Sigue desaparecido hasta que Kyle Rayner, entonces conocido como Ion, lo descubre en The Bleed, un lugar entre dimensiones. El Capitán indica que está viajando a través de The Bleed para operar fuera de la mirada de los Monitores. Habla de su tiempo en el Universo Wildstorm y su deseo de visitar otros mundos alternativos.

#### Cuenta regresiva
En el último panel de Countdown # 45, Monarch se muestra observando a Forerunner. El siguiente número, Countdown # 44, tiene una portada de Ed Benes con la armadura Monarca y presenta a Monarch balanceando a Forerunner a su lado, volviéndola contra los Monitores. Monarch sostiene que los Monitores son señores genocidas que deben ser derrotados; sin embargo, los Monitores afirman que Monarca es un supervillano cuyo plan es provocar una guerra Multiversal que lo dejará como el gobernante de la Tierra unificada que queda a su paso. Monarca crea un ejército de soldados de infantería, incluidos los Extremistas de Tierra-8, el JL-Axis de Tierra-10 y la Sociedad del Crimer de Tierra-3, y se deshace de Forerunner cuando revela sus planes para un torneo de arena multiversal.
La miniserie de cuatro números Countdown: Arena presenta a MonarcA luchando contra versiones alternativas de personajes en todo el Multiverso para compilar el equipo de ataque para su nuevo ejército del Multiverso, específicamente un Superman, un Batman, una Wonder Woman, un Green Lantern, un Flash, un Escarabajo Azul, una Nightshade, un Starman y un Ray. El comportamiento de Monarca se vuelve cada vez más violento, sobre todo en la forma de su asesinato de todos los residentes del país de Eva de las Sombras en represalia por su intento de violar la regla del Monarca de "no escapar". Monarca está ahora paranoico y no está dispuesto a compartir detalles de su pasado con sus "subordinados". Sin embargo, un Red Son Superman y Liberty Files Batman disciernen que debajo de la armadura Monarca se encuentra otro Capitán Átomo, por lo que emplean a sus otras contrapartes Breach (Tim Zanetti) y Quantum-Storm (Ronnie Raymond) para reunir un ejército de Capitánes Átomos. de las diferentes dimensiones para luchar. En la conclusión de Arena, Monarca revela que Breach es su cómplice con el cerebro lavado y que ha atraído a sus 51 contrapartes para asesinarlos y absorber su poder. Con su equipo de Eve of Shadows (Tierra-13), Vampire Batman (Tierra-43), Ray "el Ray" Palmer (Tierra-6), el monstruoso Scarab (Earth-26), Hal Jordan Jr. (Tierra-12), Starwoman (Tierra-7), Johnny Quick (Tierra-3), Wonder Woman (Tierra-34), Red Son Superman (Tierra-30), y él mismo, la suma de poder de 52 Capitánes Átomos, Monarca cree que está listo para enfrentarse a los Monitores, y lo hace, finalmente lanzando su guerra en la Tierra-51 contra los Monitores expuestos.
En una lucha prolongada contra Superman-Prime, su traje se daña, lo que libera una reacción en cadena que aparentemente destruye todo el universo de la Tierra-51 además de su Monitor. Más tarde se reveló que el Monitor Solomon había atacado al Capitán Átomo en Blüdhaven, rompiendo su piel y poniendo en movimiento su transformación en Monarca.

#### Proyecto 7734
Durante la investigación de Jimmy Olsen sobre el Proyecto 7734, la operación secreta ordenada por Sam Lane para luchar contra las amenazas extraterrestres en la Tierra (incluidos los Kryptonianos), se descubre que un Capitán Atom amnésico y con el cerebro lavado es ahora una de las posesiones más preciadas de Sam Lane. Proyecto Breach se refiere a su captura y lavado de cerebro en un arma (con Lane queriendo enfatizar las similitudes entre Adam y Tim Zanetti) o Planet Breaker. El Capitán Átomo se refiere a su nombre y rango como "Nombre en clave: Capitán Atomo".

## Poderes y habilidades

### Poderes
En el Universo DC Comics post-crisis, la piel Dilustel del Capitán Átomo está atada al campo cuántico, lo que le permite absorber y manipular cantidades teóricamente infinitas de energía, limitadas solo por su fuerza de voluntad e imaginación. Esta energía se puede usar para volar (que generalmente es más rápido que la velocidad del sonido en la atmósfera de la Tierra y hasta la velocidad de la mitad de la luz en el vacío del espacio), superfuerza (que a veces se muestra a la par con Detective Marciano, aunque otro fuente - el juego de rol de DC Heroes - define su nivel de fuerza solo superado por Superman entre los héroes del universo DC, aunque como Monarca fue capaz de abrumar sin esfuerzo a tres versiones de Superman), durabilidad (ha sobrevivido a la explosión de armas nucleares e incluso energía suficiente para acabar con todos vida dentro del Universo de la Tierra 51 - aunque esta era su propia energía) autosuficiencia y soporte vital (permitiéndole vivir e incluso hablar en el espacio) y controlar la energía de cualquier forma. Además del vuelo a alta velocidad, se ha demostrado que posee reflejos mejorados. Las habilidades de Atom provienen de su vínculo con el campo cuántico, que proporciona una fuente virtualmente infinita de energía cuántica, que puede usarse para una gran cantidad de efectos. Por lo general, manipula su energía en burbujas de campo de fuerza o "bombas" explosivas, pero la forma más común es una simple explosión de energía. Se ha demostrado que Átomo es capaz de manipular incluso energías exóticas como la magia, y tiene un alto grado de resistencia a tales ataques.
A lo largo de los años, el Capitán Átomo se ha convertido en un experto en la manipulación de energía y puede disparar ráfagas de energía desde cualquier punto de su cuerpo, aunque generalmente usa sus manos para apuntar mejor. Puede disparar en múltiples direcciones a la vez o desde todos los puntos de su cuerpo a la vez. Varias veces ha "detonado", liberando una gran cantidad de energía a la vez, destruyendo objetos dentro de un cierto radio, como lo demuestra su destrucción de Bludhaven. En más de una ocasión, ha usado su habilidad para manipular todas las formas de energía para evitar que un enemigo use sus propios poderes, como Ray y Firestorm.
Si Átomo absorbe demasiada energía a la vez, la energía lo transporta incontrolablemente a través del tiempo. Dependiendo del tipo de energía absorbida, avanza o retrocede en el tiempo, aunque también posee la capacidad de avanzar voluntariamente en la corriente temporal. El Capitán Atom afirma que a través de la concentración, puede viajar brevemente hacia adelante en el tiempo ("aproximadamente una semana más o menos"). El proceso es agotador y el período en el que puede interactuar en el futuro parece estar limitado a unos pocos minutos antes de regresar al presente. En el caso del salto cuántico involuntario, normalmente se lo muestra atrapado en la corriente del tiempo durante el tiempo que su cuerpo necesite para procesar la energía absorbida.

### Dilustel
El caparazón metálico del Capitán Átomo, o "piel", se compone de una parte del ser alienígena conocido como Silver Shield, y se llama Dilustel. Se utilizaron piezas del cuerpo metálico del alienígena en el Proyecto Átomo y en temas posteriores como Fuerza Mayor y Bombshell. Nathaniel es capaz de cubrirse con el metal, parcial o totalmente. La simbiosis de Atom con el metal es tal que incluso parcialmente blindado puede acceder al Campo Cuántico. El metal es casi indestructible, resistente a varios grados de daño por energía, calor, láseres, etc. Solo la tecnología X-Ionizer puede cortar el metal, como se estableció cuando el Proyecto Capitán Átomo lo usa para quitar la piel del Silver Shield. La katana manejado por el "camboyano" que una vez cortó el costado de Atom también fue X-Ionized. Las armas mágicas del Crimson Avenger pudieron romperle la piel. Romperlo hace que el Capitán Átomo realice un salto cuántico como si hubiera absorbido demasiada energía.

## Otras versiones

### Armageddon 2001
Un futuro alternativo, el Capitán Atom, aparece de forma destacada en la serie Armageddon 2001 de 1991. Una tragedia lo vuelve loco y usa sus poderes para vengarse. Desafortunadamente, también desencadena una cadena de eventos que lleva a Monarch al 'tiempo' presente.

### Kingdom Come
El Capitán Átomo aparece brevemente en secuencias de flashback de la miniserie Kingdom Come de 1996 de Alex Ross y Mark Waid, impresa bajo el sello "Elseworlds" de DC Comics. Su muerte a manos del villano Parasite, y la irradiación de Kansas que esto provocó, resulta en el regreso de Superman a la acción y pone en movimiento los eventos de la historia. Su atuendo en este cómic es una combinación de su uniforme original de Charlton y su posterior disfraz de DC. El universo Kingdom Come establecido y creado por Waid y Ross se introduciría más tarde en el canon de DC en forma de Tierra-22. El Capitán Átomo de la Edad de Plata aparece en la secuela El Reino: Planeta Krypton # 1 como uno de los "fantasmas" en el restaurante vacío "Planeta Krypton".

## En otros medios

### Televisión
- El Capitán Átomo aparece en la serie de televisión animada Liga de la Justicia Ilimitada, con la voz de George Eads (en "Iniciación") y de Chris Cox (en todos los episodios posteriores). Esta versión del personaje habla con un ligero acento de Texas, y su verdadera identidad es "Capitán Nathaniel Adams", un exmiembro de la Fuerza Aérea de los Estados Unidos. En esta serie, el Capitán Atom es una masa de energía incorpórea contenida dentro de un traje especial, similar a Wildfire de la Legión de Super-Héroes. Al igual que su homólogo cómico, puede manipular todas las formas de radiación, pero su traje de contención solo puede almacenar una cantidad determinada de energía, que, si se excede, hace que explote como una bomba nuclear. Sirve como un contraste político levemente antagónico para Green Arrow, quien en un momento le dice al Capitán Átomo: "Creo que eres contra lo que marché en la universidad". Esto es muy parecido a lo que hizo  Silver Age Hawkman en los cómics; es decir, el militar y el ex activista por la paz mantienen sus diferencias políticas a través de discusiones durante el tiempo de inactividad, aunque este tipo de conflicto no se ha desarrollado desde que la pareja hizo las paces en su primera misión juntos. El Capitán Átomo fue derrotado por Brimstone causando que Green Arrow y Supergirl derroten a Brimstone y salven el día. Cuando Task Force X se infiltra en la Watchtower, es cuando el Capitán es uno de los pocos de servicio. Se le muestra tratando de salvar a Plastique de la explosión que el grupo usa para cubrir su escape. Durante el arco de Cadmus, el Capitán Átomo se vuelve brevemente contra la Liga de la Justicia por sus superiores en la Fuerza Aérea de los Estados Unidos, quienes en ese momento están actuando según las instrucciones del Proyecto Cadmus. Desafía a Superman en un esfuerzo por cumplir sus órdenes de mantener a Pregunta bajo la custodia de Cadmus, usando "Radiación del Sol Rojo" como un medio para luchar contra él. A pesar de esto, solo obstaculiza a Superman brevemente antes de ser derrotado después de una batalla prolongada. Superman lo lleva de regreso a la Watchtower. Cuando los clones de Ultramen atacan, ataca a varios clones que avanzaban sobre sí mismo, Cazadora y Pregunta. Sus apariciones en el resto de la serie son bastante menores. Su última aparición es en la final, donde se le ve en la "llamada de la cortina" con las creaciones de Ditko, Pregunta, Creeper y Hawk y Dove.
- El Capitán Átomo aparece en la serie animada de Young Justice, con la voz de Michael T. Weiss.[19] Es visto como miembro de la Liga de la Justicia en el episodio piloto de una hora de duración "Independence Day", y luego hace un cameo en "Schooled" donde se muestra a Amazo utilizando las habilidades del Capitán Átomo durante una batalla con Superboy. También aparece en el cómic vinculado, donde hace que el equipo investigue el crimen que supuestamente cometió. Su apellido también es "Adams" en esta versión. Actúa como instructor del equipo en operaciones encubiertas. En la temporada 2, se convierte en el nuevo líder de la Liga de la Justicia, cuando varios de sus miembros fundadores abandonan la Tierra por un tiempo para limpiar sus nombres, luego de un ataque a un planeta alienígena que cometieron seis miembros mientras estaban bajo el control de la Luz.
- El Capitán Átomo aparece en Batman: The Brave and the Bold, episodio "Powerless!", con la voz de Brian Bloom. Esta versión se presenta como "Nathaniel Christopher Adams, alias Allen Adams, alias Cameron Scott", un héroe arrogante, pomposo y egocéntrico al que le gusta hacer anuncios de servicio público. Después de unirse a la Liga de la Justicia Internacional, reprende a Batman debido a su falta de poderes especiales y muestra poco respeto por él (a diferencia de otros héroes que ven a Batman como una autoridad). Sin embargo, durante una pelea con Fuerza Mayor, el Capitán Átomo pierde sus poderes y pierde la confianza en sí mismo. Con la ayuda de Aquaman, aprende a ser un héroe sin sus antiguas habilidades y, al final, el Capitán Átomo derrota a Fuerza Mayor por su cuenta y recupera sus poderes. Sin embargo, el episodio termina con una mordaza que sugiere que el Capitán Átomo no aprendió la lección y todavía tiene muy poco respeto por las personas sin poderes.
- Capitán Átomo aparece en el episodio 46 de Mad. Se une a los otros superhéroes en un número musical que le pregunta a Superman, Wonder Woman y Batman por qué se llaman "Súper amigos".
- El alter ego de Cameron Scott del Capitán Átomo es mencionado como asociado de Plastique en The Flash.

### Película
- El Capitán Átomo aparece en la película animada de Superman/Batman: Enemigos Públicos, donde es interpretado por Xander Berkeley. Lidera un equipo de personas con superpoderes que trabajan para el gobierno bajo el mando del presidente Lex Luthor, que consta de Power Girl, Fuerza Mayor, Black Lightning, Starfire, Katana y más tarde Capitán Marvel y Hombre Halcón. Él y su equipo intentan convencer a Superman de que se una a ellos, pero él se niega a involucrarse con cualquiera que trabaje para Luthor. Más tarde, el Capitán Átomo y la Liga de la Justicia derrotan a los villanos reunidos e intentan arrestar a Superman y Batman por el asesinato de Metallo. Durante la batalla, el Capitán Átomo y la Fuerza Mayor dominan a Superman. Aunque Fuerza Mayor continúa atacando a Superman, el Capitán Átomo lo detiene. Aprovechando esto, Superman derrotó al Capitán Átomo y a Fuerza Mayor, así como a todo el equipo. Después de noquear a los demás, escapa con Power Girl y Batman. Más tarde, Luthor reprende al Capitán Átomo por fallar y le ordena que termine el trabajo. El equipo del Capitán Átomo encuentra a Batman, Superman y Power Girl y lucha contra ellos nuevamente. Justo cuando Superman derrota al Capitán Átomo, el Capitán Átomo se escapa y escucha una discusión entre Batman y Fuerza Mayor. Mientras escucha el argumento, se entera de Batman que Luthor hizo que Major Force matara a Metallo para incriminar a Superman. Al darse cuenta de la verdad, cambia de bando y se redime absorbiendo la energía que se escapa en el traje de contención de Fuerza Mayor (después de que Power Girl rompiera el traje sin darse cuenta), una hazaña que lo deja en coma. Después de que Batman destruye el meteoro de Kryptonita que se dirigía a la Tierra, Superman derrota a Luthor, quien luego es detenido por el Capitán Átomo y su equipo.[20]
- El Capitán Átomo hace una breve aparición en la película animada Justice League: The Flashpoint Paradox, con la voz de Lex Lang. Al comienzo de la película, aparece con la Liga de la Justicia ayudando a Flash con las bombas del Profesor Zoom. El Capitán Átomo ayuda a Cyborg con la bomba del Capitán Bumerang. En la línea de tiempo distorsionada de Flashpoint, el Capitán Átomo había ido solo para poner fin al conflicto entre Atlantis y las Amazonas. Más tarde se revela que, de hecho, ha sido capturado y es la fuente de poder de Aquaman. El dispositivo del fin del mundo que había hundido la mayor parte de Europa occidental. Al final de la película, Aquaman activa el dispositivo del fin del mundo que detona y aparentemente mata al Capitán Átomo.

## Ediciones recopiladas
- Captain Atom: Armageddon (por Will Pfeifer y Giuseppe Camuncoli, Wildstorm, 192 pages, noviembre de 2006, ISBN 1-4012-1106-2)
- Action Heroes Archive Volume 1 reprints the Captain Atom stories from Space Adventures y desde Captain Atom #78–82 (ISBN 1-4012-0302-7).
- Action Heroes Archive Volume 2 reprints the Captain Atom stories from Captain Atom #83–89 and from Charlton Bullseye #1–2 (ISBN 978-1-4012-13466).
- Captain Atom Volume 1: Evolution reprints Captain Atom Vol. 4, #1–6 (ISBN 978-1401237158).
- Captain Atom Volume 2: Genesis reprints Captain Atom Vol. 4, #7–12, 0 (ISBN 978-1401240998).
- Captain Atom: The Rise and Fall of Captain Atom reprints #1–6 (ISBN 978-1401274177).